# Ашера (богиня)
Аше́ра (ивр. אֲשֵׁרָה‎, ăshêrâh; угар. 𐎀𐎘𐎗𐎚‎ʾAṯiratu, Асира́т, Атира́т; аккад. 𒀀𒅆𒋥 Aširat, Ашира́т;хетт. 𒀀𒊺𒅕𒌈 a-še-ir-tu4, Аше́рду(ы), Аше́рту(ы); кат. 𐩱𐩻𐩧𐩩 ʾṯrt, Атира́т) — ханаанская и финикийская богиня плодородия. В религии Угарита верховная богиня, жена Эля, праматерь и владычица богов и людей.
В Ветхом Завете имеет сильную взаимосвязь с деревьями — столбами Ашеры, которые устанавливались в местах почитания богов. Такие деревья были установлены в Первом храме, пока царь Иосия не срубил их. Синодальный перевод заменяет имя Ашеры словами «роща», «дубрава», «идол дубравный», «дерево» и «Астарта».
Надпись найденная в Кунтилет-Аджруде говорит об «Яхве Самарийском и его Ашере», из чего некоторые учёные делают вывод о супружеской связи этих божеств.
В её честь названы холмы Ашерат на Венере и астероид (214) Ашера, открытый в 1880 году.

## Этимология и эпитеты
В угаритских текстах Ашера фигурирует под именем Асират или Атират (угар. 𐎀𐎘𐎗𐎚‎), ʾAṯiratu. Источники до 1200 г. до н. э. почти всегда называют Ашеру полным титулом rbt ʾṯrt ym или rbt ʾṯrt. Эта фраза встречается 12 раз только в Цикле Баала. Титул rbt чаще всего произносится как rabītu, хотя ученые иногда используют варианты rabat и rabīti. По-видимому, аккадского происхождения, rabītu означает «госпожа» или буквально «великая женщина». В Цикле Баала, она выступает в защиту своего сына Яма, бога моря, в его борьбе с Баалом. В соответствии с этим, титул Ашеры иногда переводят как «Госпожа Асират моря», «та, что ходит по морю», или «великая госпожа, которая попирает Яма». Сунг Джин Парк полагает, что имя Ашеры может быть образовано от формы пассивного причастия, обозначающего «та, за которой следуют (боги)», то есть «прародительница богов», что соответствовало бы образу Ашеры как «матери богов» в угаритской литературе.
Некоторые переводчики и комментаторы предполагают, что имя Ашеры происходит от угаритского корня ʾaṯr, «шагать», однокоренного с древнееврейским корнем ʾšr, имеющим то же значение. Были предложены альтернативные переводы её титула на основе этой предполагаемой этимологии, такие как «та, что ступает на морского дракона», или «та, что ступает на Тир». Первый из них, по-видимому, является попыткой предать Ашере вид хаоскамфа. Более поздний анализ этого эпитета привел к иному переводу: «Госпожа Ашера дня» или «Леди — День».
Ашера появляется в аккадских источниках под именем Ашират (𒀀𒅆𒋥), Aširat; в хеттских, как Ашерду(ы) или Ашерту(ы), a-še-ir-tu4 (𒀀𒊺𒅕𒌈). Несколько аккадских источников также сохраняют аморейские теофорные имена, в которых используется слово Ашера, обычно появляющееся как Аширату, Aširatu или Ашрату, Ašratu. Так, в письмах из Амарны упоминается царь амореев по имени Абди-Аширта, «слуга Ашеры».
Богиня упоминается в Библии под именем Ашера, 'ăshêrâh (אֲשֵרָה), хотя в русских изданиях Библии её имя переводится, как «Астарта», «столб» или «дерево». Устаревшая этимология переводит её имя, как «воздвигнутая», возводя имя к фразе на иврите «быть прямым», ישר-אשר. Также предложена этимология «счастливая» или «награждающая счастьем».

## Общие сведения
Ашера считается супругой шумерского бога Ану и угаритского Эля — одних из древнейших божеств в соответствующих пантеонах, из-за чего её роль в религии Угарита была высокой.

## Свидетельства первого тысячелетия до нашей эры
Между X веком до н. э. и началом вавилонского плена в 586 году до н. э. политеизм был нормой на всей территории Израиля. Монотеизм в виде поклонения исключительно Яхве, стал всеобщим среди евреев только после изгнания, и, по некоторым мнениям, только во времена Маккавеев во II веке до н. э.. Некоторые библеисты считают, что Ашера одно время почиталась как супруга Яхве, национального бога Израиля.

### Библия
Имя Ашеры встречается в еврейской Библии сорок раз, но в английских и русских переводах оно значительно сокращено: в переводе Вульгаты Библии короля Якова на английском вместо имени Ашеры используется слова grove, «роща» или groves, «рощи»; в русских используются слова «Астарта», «столб» или «дерево». На греческий язык в Септуагинте Ашера переведена, как ἄλσος, «роща» во всех случаях, кроме Ис. 17:8, где используется Ἀστάρτη, «Астарта», а также в Ис. 27:9 и 2 Пар. 15:16; 24:18, где используется греческое δένδρα, «деревья». В Вульгате на латыни даны слова lucus или nemus, где оба означают слова «роща» или «лес». Таким образом, в Библии Ашера имеет сильную взаимосвязь с деревьями (3 Цар. 14:23; 4 Цар. 17:10; 16:4). На роль кандидатов деревьев Ашеры были предложены: виноградная лоза, гранат, грецкий орех, мирт и ива.
Полагалось, что термином «Ашера» обозначалось святилище женского божества, а не само божество, но так как текст Библии упоминает её изображения (3 Цар. 15:13, 4 Цар. 21:7, 2 Пар. 15:16), посвящённые ей сосуды и другие предметы (4 Цар. 23:4), её капища (4 Цар. 23:7) и пророков (3 Цар. 18:19), а также её упоминание сопровождаясь выражениями «воздвигнуть», «разрушить», «сжечь» и т. п., обозначает каменные статуи богини (Исх. 34:13; Втор. 7:5; 12:3; Суд. 6:25), историк Красный-Адмони приходит к выводу о существовании Ашеры, как отдельной богини. Из Втор. 16:21 и Суд. 6:25—30 следует, что идол Ашеры также сооружался из дерева.
Культ Ашеры начинает упоминаться в 12 главе Второзакония, где Яхве повелевает разрушить её святилища, чтобы сохранить чистоту своего поклонения (Втор. 13:3, 4). Дальнейший культ Ашеры развивается в эпохе Судей (Суд. 3:7; 6:25); и продолжается во времена Авия (3 Цар. 15:13) и позже он особенно широко был распространён в Иудее (4 Цар. 18:4; 21:3; Ис. 17:8; Мих. 5:13). Дед Иосии Манассия воздвиг одну статую (4 Цар. 21:7), а сам Иосия, срубил идолы Ашеры в иерусалимском храме Яхве, где они были установлены (4 Цар. 21:7; 23:6). В Израильском царстве культ Ашеры был введён Иеровоамом (3 Цар. 14:15; 4 Цар. 13:6; 23:15), и достиг расцвета при Ахаве (3 Цар. 16:33; 4 Цар. 21:3) под влиянием его жены его Иезавели (3 Цар. 18:19), которая принесла с собой сотни пророков Баала и Ашеры к израильскому двору.
Книга Иеремии, написанная около 628 года до н. э., возможно, говорит об Ашере, когда использует титул מְלֶכֶת הַשָּׁמַיִם, «царица небесная» в Иер. 7:16—18 и Иер. 44:17—19, 25. Сьюзен Акерман и Ненси Боуэн считают, что существует связь между положением гебиры, (gəḇīrā) в царском дворе и поклонением Ашере (3 Цар. 15:13; 4 Цар. 10:13).

### Археологические свидетельства

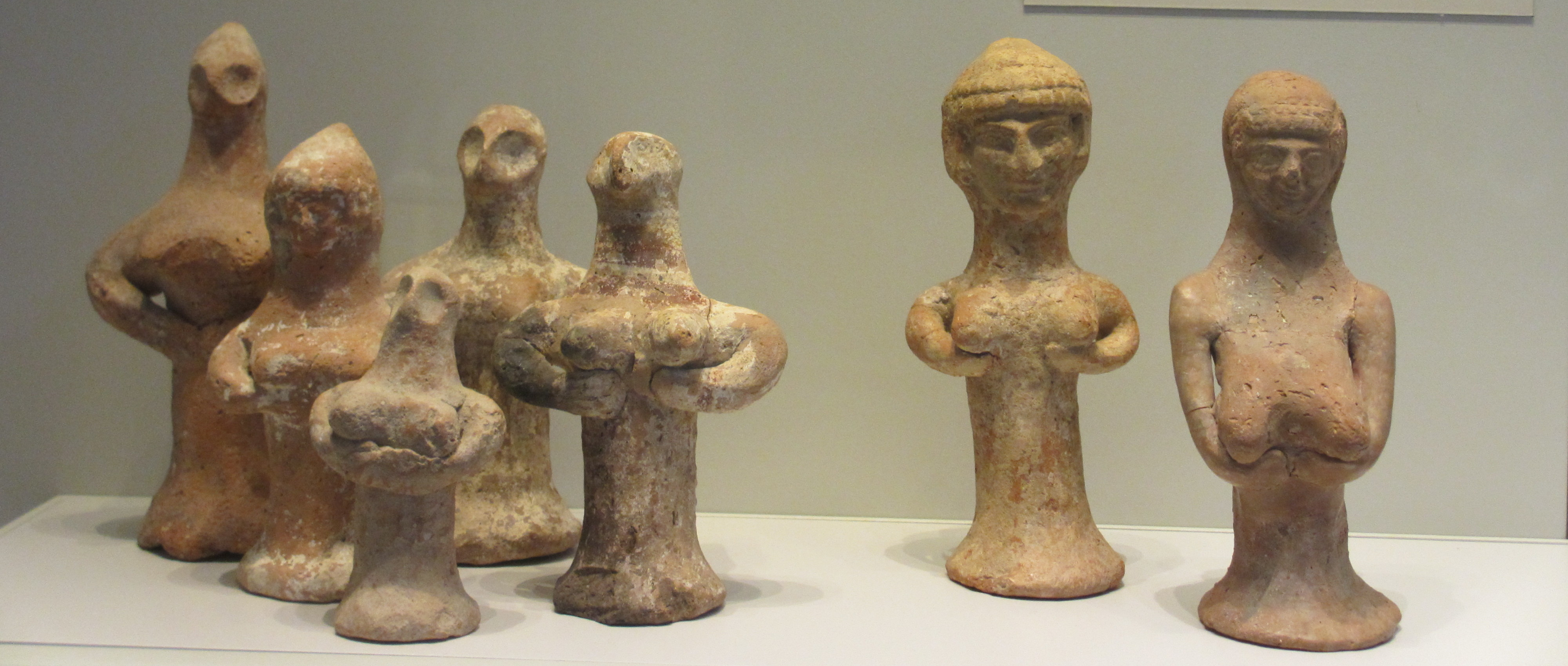
Фигурки Ашеры из Иерусалима и Беэр Шевы. Музея Израиля.

В еврейских населенных пунктах железного века, начиная по крайней мере с X века до н. э. и по VI век до н. э. во множестве находятся женские фигурки, т. н. Judean pillar figure, обычно трактуемые как статуэтки Ашеры. Самая ранняя находка в регионе — Ашера из Ревадим, датируемая XIII веком до н. э.

#### Ашера и Яхве
Свидетельства поклонения Ашере находятся в иконографии и надписях VIII века до н. э., обнаруженных в Кунтилет-Аджруд в северной части Синайской пустыни, где на кувшине для хранения изображены три антропоморфные фигуры и несколько надписей. Найденные надписи относятся к Элю и Баалу, а две включают фразы «Яхве Самарийский и его Ашера» и «Яхве Феманский и его Ашера». Ссылки на Самарию (столицу Израильского царства) и Феман (в Эдоме) предполагают, что у Яхве был храм в Самарии, и в то же время поднимают вопрос о взаимоотношениях между Яхве и Косом, национальным богом Эдома. «Ашера», о которой идёт речь, предположительно, является культовым объектом, хотя связь этого объекта, возможно, в виде стилизованного дерева, с Яхве и богиней Ашерой, супругой Эла, неясна. Сунг Джин Парк полагает, что израильтяне могли считать Ашеру супругой Баала, из-за борьбы против культа Ашеры, на которую повлияли историки-девтерономисты в поздний период Израильского царства. В надписи на горшках с благословениями от «Яхве и его Ашеры» изображена корова, кормящая своего телёнка.
В засыпанном во время религиозной реформы царя Иосии (Иошияху) в VII веке до н. э. храме в Тель-Араде были обнаружены две стелы, предположительно посвященные самому Яхве и Ашере

### Финикийская религия
В Финикийской истории Санхуниатона, имя Диона, которое, как и имя ʾЭлат, означает «богиня», вероятно ассоциируется с Ашерой, потому что для них был так же был использован эпитет «богиня высшего качества», который применялся для описания Ашеры в Угарите.

## Арабское язычество
Ашера засвидетельствована в виде Атират (катабанский: 𐩱𐩻𐩧𐩩, ʾṯrt) в доисламской арабской мифологии Южной Аравии, а также как супруга бога луны 'Амма.
Один из камней Таймы (CIS II 113), обнаруженный Чарльзом Хубером в 1883 году в древнем оазисе Тайма в северо-западной Аравии, и ныне находящийся в Лувре, датируется временем ухода Набонида в отставку в 549 году до н. э. На нём имеется надпись на арамейском языке, в которой упоминаются божества Таймы: Зелем из Махрама, Ṣelem of Maḥram (צלם זי מחרמ); Шингала, Šingalāʾ (שנגלא); и Ашира, ʾAšîrāʾ (אשירא), которая, возможно, может быть Ашерой. Неясно, было ли это имя арамейской вокализацией угаритского Асират, ʾAṯirat или более поздним заимствованием из древнееврейского Ашера, ʾĂšērāh. В любом случае корнем обоих имён является прасемитское *ʾṯrt .
Арабский корень ʾṯr, как в слове ʾaṯar' (أثر), «след», схож по значению с еврейским ʾāšar, означающим «ступать», который используется в качестве основы для объяснения эпитета Ашеры: «морская» как «та, что ступает по морю». Арабский корень يم, yamm также означает «море», как и в угаритском.

### На русском языке
- Красный-Адмони Г. Я. Ашера // Еврейская энциклопедия Брокгауза и Ефрона : энциклопедия. — СПб., 1908—1913.

### На других языках
- Ackerman, Susan. The Queen Mother and the Cult in Ancient Israel (англ.) // Journal of Biblical Literature : журнал. — 1993. — Vol. 112. — Iss. 3. — P. 385–401. — doi:10.2307/3267740. — JSTOR 3267740.
- Ahlström, Gösta W. Aspects of Syncretism in Israelite Religion (англ.) / eds. Engnell, Ivan; Furumark, Arne; Nordström, Carl-Otto. Translated by J. E. Sharpe. — Lund: CWK Gleerup, 1963. — (Horae Soederblominae 5).
- Asherah (англ.) // The New Encyclopædia Britannica 15th edn. : сайт. — 1992. — Vol. 1. — P. 623—624.
- Albright, W. F. Yahweh and the gods of Canaan: a historical analysis of two contrasting faiths (англ.). — London: University of London, Athlone Press, 1968. — ISBN 9780931464010.
- Binger, Tilde. Asherah: goddesses in Ugarit, Israel and the Old Testament (англ.). — 1st ed. — Sheffield: Sheffield Academic Press, 1997. — ISBN 1850756376.
- Bonanno, Anthony. Archaeology and Fertility Cult in the Ancient Mediterranean: Papers Presented at the First International Conference on Archaeology of the Ancient Mediterranean, University of Malta, 2-5 (англ.). — John Benjamins Publishing, 1986. — 356 p. — ISBN 9789060322888. — ISBN 9060322886. Архивировано 18 января 2022 года.
- Bowen, Nancy R. The Quest for the Historical Gĕbîrâ (англ.) // Catholic Biblical Quarterly : журнал. — 2001. — October (vol. 64, no. 4). — P. 597—618. — JSTOR 43727248.
- Coogan, Michael. God and Sex: What the Bible Really Says (англ.). — Grand Central Publishing, 2011. — 256 p. — ISBN 9780446545266. — ISBN 0446545260.
- Danby, Herbert. The Mishnah: Translated from the Hebrew with Introduction and Brief Explanatory Notes (англ.). — Oxford University Press, 1933. — ISBN 9780198154020.
- Day, John. Asherah in the Hebrew Bible and Northwest Semitic Literature (англ.) // Journal of Biblical Literature : журнал. — The Society of Biblical Literature, 1986. — Vol. 105, no. 3. — P. 385—408. — JSTOR 3260509.
- Dever, William G. Did God Have a Wife?: Archaeology and Folk Religion in Ancient Israel (англ.). — Wm. B. Eerdmans Publishing, 2008. — 348 p. — ISBN 9780802863942. — ISBN 0802863949.
- Emerton, J. A. New Light on Israelite Religion: The Implications of the Inscriptions from Kuntillet ʿAjrud (англ.) // Zeitschrift für die Alttestamentliche Wissenschaft : журнал. — Brill, 1982. — Vol. 94. — Iss. 1. — P. 2—20.
- Finkelstein, Israel Finkelstein; Silberman; Neil Asher. The Bible Unearthed: Archaeology's New Vision of Ancient Israel and the Origin of Sacred Texts (англ.). — Simon and Schuster, 2002. — 400 p. — ISBN 9780743223386. — ISBN 0743223381.
- Gibson, J. C. L.; Driver, G. R. Canaanite Myths and Legends (англ.). — T. & T. Clark, 1978. — ISBN 9780567023513.
- Gonnet-Bağana, Hatice. Asertu, tablet concordance KUB XXXVI 35 — CTH 342 (англ.). — Koç University, Suna Kıraç Library, 2015. — (Emmanuel Laroche Series — Catalogue of Hittite texts — CTH 342).
- Goodison, Lucy; Morris, Christine. Ancient Goddesses: Myths and Evidence (англ.). — University of Wisconsin Press, 1998. — 224 p. — ISBN 9780299163204. — ISBN 0299163202.
- Hadley, Judith M. The Cult of Asherah in Ancient Israel and Judah: Evidence for a Hebrew Goddess (англ.). — University of Cambridge Oriental Publications, 2000. — 284 p. — ISBN 9780521662352.
- Hess, Richard S. Asherah or Asherata? (англ.) // Orientalia : журнал. — Gregorian Biblical Press, 1996. — Vol. 65, no. 3. — P. 209—219. — JSTOR 43078131.
- Jordan, Michael. Dictionary of Gods and Goddesses (англ.). — Infobase Publishing, 2014. — 417 p. — ISBN 9781438109855. — ISBN 1438109857.
- Keel, Othmar; Uehlinger, Christoph. Gods, Goddesses, And Images of God (англ.). — Bloomsbury Academic, 1998. — 454 p. — ISBN 9780567085917. — ISBN 0567085910. Архивировано 15 июня 2021 года.
- Leeming, David. Asherah // The Oxford Companion to World Mythology (англ.). — Leiden, Boston: Oxford University Press, 2005. — P. 32. — ISBN 978-0-19-515669-0. Архивировано 26 февраля 2022 года.
- Mills, Watson E. Mercer Dictionary of the Bible (англ.) / eds. Watson E. Mills, Roger Aubrey Bullard, Edgar V. McKnight. — Reprint ed.. — Mercer University Press, 1999. — 987 p. — ISBN 9780865543737. — ISBN 0865543739. Архивировано 10 января 2022 года.
- Olyan, Saul M. Asherah and the cult of Yahweh in Israel (англ.). — Scholars Press, 1988. — ISBN 9781555402549.
- Park, Sung Jin. Short Notes on the Etymology of Asherah (англ.) // Ugarit-Forschungen : журнал. — 2010. — Vol. 42.
- Park, Sung Jin. The Cultic Identity of Asherah in Deuteronomistic Ideology of Israel (англ.) // Zeitschrift für die Alttestamentliche Wissenschaft : журнал. — 2011. — 1 December (vol. 123 (iss. 4). — P. 553—564.
- Patai, Raphael. The Goddess Asherah (англ.) // Journal of Near Eastern Studies : журнал  / ed. James F. Osborne. — 1965. — Vol. 24, no. 1/2. — P. 37—52. — ISSN 0022-2968.
- Rahmouni, Aicha. Divine epithets in the Ugaritic alphabetic texts (англ.) / translated by J. N. Ford. — Leiden, Boston: Brill, 2008. — ISBN 978-90-474-2300-3.
- Rainer, Albertz. Personal piety // Religious Diversity in Ancient Israel and Judah (англ.) / eds. Stavrakopoulou,Francesca; Barton, John. — Continuum International Publishing Group, 2010. — ISBN 9780567032164.
- Watkins, Justin. Athirat: As Found at Ras Shamra (англ.) // Studia Antiqua : журнал. — 2007. — June (vol. 5, no. 1). — P. 45—55. Архивировано 1 июля 2019 года.
- Wesler, Kit W. An Archaeology of Religion (англ.). — University Press of America, 2012. — 356 p. — ISBN 978-0761858454. — ISBN 0761858466. Архивировано 10 января 2022 года.
- Wiggins Steve A. A reassessment of Asherah: with further considerations of the goddess (англ.). — Piscataway, NJ: Gorgias Press, 2007. — ISBN 978-1-59333-717-9.
- Wyatt, Nicolas. Religious Texts from Ugarit (англ.). — ed. 2nd. — London: Sheffield Academic Press, 2003.
- Ze'ev, Meshel. Kuntillet 'Ajrud: An Israelite Religious Center in Northern Sinai (англ.) // Expedition : журнал. — 1978. — Vol. 20. — P. 50—55. Архивировано 29 ноября 2010 года.